# Sōma Meshino
Sōma Meshino (japanisch 食野 壮磨 Meshino Sōma; * 20. Mai 2001 in der Präfektur Osaka) ist ein japanischer Fußballspieler.

## Karriere
Meshino erlernte das Fußballspielen in der Jugendmannschaft von Gamba Osaka. Die U23-Mannschaft des Vereins spielte in der dritten Liga, der J3 League. Bereits als Jugendspieler absolvierte er 10 Drittligaspiele. Nach der Jugend wechselte er im 2020 in die Universitätsmannschaft der Sangyō-Universität Kyōto. Im August 2023 wurde er von der Universität bis Saisonende an den Zweitligisten Tokyo Verdy ausgeliehen. Am Ende der Saison 2023 wurde er mit Verdy Tabellendritter. In den Aufstiegsspielen konnte man sich durchsetzen und stieg in die erste Liga auf. Nach dem Aufstieg wurde er von Tokyo Verdy im Februar 2024 fest unter Vertrag genommen.